# Stevenisten
Stevenisten zijn volgelingen van de Belgische priester Cornelis Stevens, vicaris-generaal van het bisdom Namen, die zich verzette tegen het Concordaat van 15 juli 1801.

## Geschiedenis
Vicaris-generaal Stevens stelde in zijn provocerende pamfletten dat de volgens hem al te toegeeflijke paus Pius VII het concordaat slechts onder dwang had getekend, en dat alle bepalingen van dit concordaat ongedaan gemaakt dienden te worden, kortom dat alles (in de verhouding tussen kerk en staat) bewaard moest blijven zoals het vóór de Franse Revolutie was geweest.
Na het arrestatiebevel tegen hem, dook Cornelis Stevens onder in zijn geboortestad Waver (Waals-Brabant), waar hij op veel bijval kon rekenen. Hij hekelde niet alleen Napoleon, maar ook de slaafse onderdanigheid van de bisschoppen aan de keizer. Na de val van Napoleon zag hij geen reden om zich verder tegen de bisschoppen te verzetten en hij trad opnieuw in de openbaarheid.
De gematigde stevenisten, die aanvankelijk vooral in de streek van Waver sterk vertegenwoordigd waren, verdwenen als groep na de nederlaag van Napoleon en het vertrek van de Fransen in 1814. Een kleine groep extremisten bleef echter stellen dat de bisschoppen door het aanvaarden van de zogenaamde Organieke Artikelen (een aantal bepalingen die Napoleon eenzijdig aan de tekst van het concordaat had toegevoegd) ontrouw waren geworden aan de paus en een soort staatskerk hadden gevormd.
Ze verbraken de gemeenschap met de officiële geestelijkheid en vormden een niet-hiërarchisch georganiseerde sekte. Deze bestond uit een kring Namen-Doornik (geleid door pastoor Theys uit Jumet bij Charleroi), een kring Brabant (met pastoor Winnepenninckx uit Leerbeek in het Pajottenland) en de kring West-Vlaanderen (in Gits bij Hooglede).

## Stevenisme in West-Vlaanderen
De gemeente Gits staat bekend als de bakermat van het stevenisme in West-Vlaanderen, een beweging die tussen 1812 en 1853 haar hoogtepunt kende, na de excommunicatie van Napoleon door Pius VII als gevolg van de inname van de Pauselijke Staat. Vier West-Vlaamse pastoors, waaronder de Gitse pastoor Jan-Engelbert Priem (1762-1815) en diens onderpastoor Jan-Baptist Claeys (1768- ), wilden niet langer het gebed voor de keizer zingen na de hoogmis.
Zelfs nadat Cornelis Stevens zelf was teruggekeerd naar de Rooms-Katholieke Kerk, weigerden de radicalere bewegingen zich neer te leggen bij de nieuwe kerkelijke structuur, met verplicht burgerlijk huwelijk voorafgaand aan het kerkelijk huwelijk, afschaffing van een aantal feestdagen, het invoeren van een vast loon voor de priester in plaats van de gebruikelijke tienden, het organiseren van een kerkfabriek, het definitief aanvaarden van de onteigening en verkoop van  kerkelijke eigendommen. Zij bleven vasthouden aan de kerk van het ancien régime. Pieter-Jan Van Canneyt en de weduwe Rosalie van de Putte stelden hun hoeve ter beschikking van de stevenistische priesters, die in Gits hun dienstwerk verrichtten. Verschillende priesters, onder meer de benedictijn Arnold Bouten (1754-1837), de karmeliet Jan-Baptist Zilliez (1765- ), Constant Anckaert (1747-1819), Karel Bracke (1753- ), Lodewijk Jacobus Haspeslagh en Hiëronymus Speeckaert, die het stevenisme genegen waren, kwamen naar Gits, of ook naar Passendale of Oostrozebeke, om er als priester te fungeren, maar werden stelselmatig door het bisdom op non-actief gesteld.
In 1814 werd Jan Simons tot pastoor benoemd in Gits. Zijn opdracht was de stevenisten tot terugkeer naar de kerk te bewegen. Simons was niet alleen een strijdlustig man, hij was het ook in grote mate eens met de bezwaren van de stevenisten. Alleen was hij trouw gebleven aan de kerkelijke hiërarchie. Bij zijn aankomst telde Gits meer dan 800 stevenisten en Simons slaagde erin dit aantal tot 166 te herleiden. De overgebleven kleine kern wilde van geen overgave weten.
Theresia Van Canneyt, nicht van Pieter-Jan Van Canneyt, trok in 1852 met haar gezellin Theresia de Croocq naar Rome, waar zij door paus Pius IX ontvangen werd. Hij gaf hen een brief mee, waarin hij schreef dat de stevenisten de bisschoppen in het land moesten erkennen. Bij hun terugkeer vroegen de Gitse stevenisten de dames of zij de paus de brief effectief hadden zien ondertekenen. Zij ontkenden en keerden prompt terug naar Rome, waar de paus een tweede keer de brief ondertekende, op 23 januari 1853.
De familie Van Canneyt verzoende zich met de Rooms-Katholieke Kerk en stelde hiermee een voorbeeld voor de parochie. Theresia Van Canneyt ging later nog een derde keer naar Rome. Zij overleed bij het heiligdom van Onze-Lieve-Vrouw van Loreto op 29 december 1862. Als dank voor de verzoening liet Barbara Van Canneyt in 1875 de Canneytskapel bouwen bij het ouderlijke erf in de Hazelstraat. In 1985 werd die kapel volledig gerestaureerd. Tot op vandaag zouden er in Gits nog enkele stevenisten overblijven.
De geschiedenis van het stevenisme in Vlaanderen, in West-Vlaanderen en meer bepaald in Gits werd uitvoerig beschreven in de werken van de in 2005 overleden benedictijn Dom Aubert-Tillo van Biervliet, wiens betovergrootmoeder Coleta, een zus was van Theresia en Barbara Van Canneyt. Gits heeft intussen een Stevenistenstraat en een Theresia Van Canneytstraat, wat de herinnering aan die periode levendig houdt.

## Zonder herders
Na de dood van hun geestelijke leiders ontbrak het de stevenisten aan priesters, omdat zij ook 
met de pausen niets meer te maken wilden hebben, zolang deze het concordaat als rechtsgeldig bleven erkennen. Er waren aldus geen bisschoppen meer om voor de stevenisten priesters te wijden. De stevenisten accepteerden op hun beurt geen priesters die door bisschoppen gewijd waren en die het concordaat erkenden. Bovendien waren vanaf 1860 de contacten met de Rooms-Katholieke Kerk tot stilstand gekomen.
De stevenisten gingen derhalve, na het midden van de 19e eeuw, verder zonder priesters. Sommigen houden dit tot op vandaag vol. Het doopsel wordt door leden van de groep zelf toegediend. De stevenisten biechten voor een kruisbeeld en op zondag worden de gebeden uit het missaal gezamenlijk hardop voorgelezen. Aan het hoofd van elke priesterloze communiteit staat een mannelijke leek die "Geestelijke Vader" genoemd wordt.
In de jaren veertig en de jaren vijftig van de 20e eeuw werden er door vertegenwoordigers van de Rooms-Katholieke Kerk pogingen ondernomen om met de stevenisten tot een overeenkomst te komen. De dialoog liep spaak, onder meer omdat de Vaticaanse bureaucratie bij het opstellen van zendbrieven onzorgvuldig haar woorden gekozen had. Zo sprak het Vaticaan over het "terugbrengen in de kudde" van de stevenisten, terwijl de stevenisten zichzelf altijd als rechtgeaarde rooms-katholieken waren blijven beschouwen.

## Hedendaags stevenisme

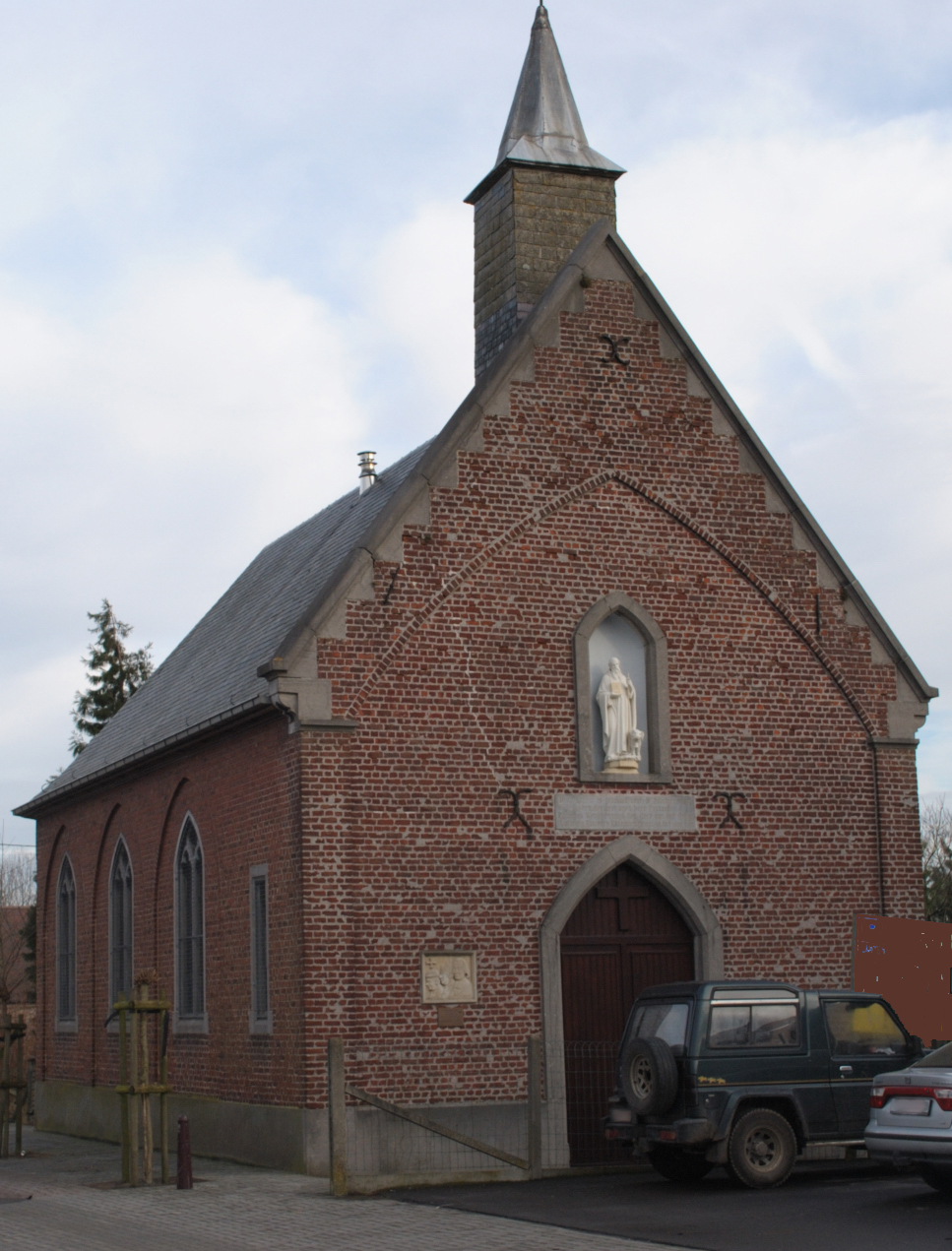
Stevenistenkerk in Leerbeek

In Gits, Leerbeek en Halle zijn nog stevenisten actief. Zij hebben hun eigen kerkgebouwen. Het stevenisme beperkt zich tot enkele - vaak grote - families. De stevenisten werven niet onder andere katholieken of niet-gelovigen. Zij hebben geen priesters.

## Afsplitsing
Een deel van de stevenisten zocht contacten met de Oud-Katholieke Kerken en autocefale katholieke kerken. Al rond het midden van de 19e eeuw werden de stevenisten tijdelijk van de sacramenten voorzien door een oudkatholieke bisschop van de Gallicaans-Katholieke Kerk van Frankrijk. In 1971 werd een lid van de stevenisten tot priester en bisschop gewijd door een autocefaal-oudkatholieke en een syro-gallicaanse bisschop, waarmee voor dit deel van de stevenisten het einde kwam aan een priesterloze eeuw.
Dit deel van de stevenisten ging in 1982 over naar de Kleine Apostolische Oud-Katholieke Kerk van België en accepteerde niet langer de concilies van na 1054. In feite zijn zij dus niet langer rooms-katholiek qua geloofsopvatting, zoals de overige stevenisten dat wel gebleven waren na 1814. In strikte zin kan men de leden van de Kleine Apostolische Oud-Katholieke Kerk van België niet langer tot de stevenisten rekenen, hoewel haar ontstaan met de stevenistenbeweging nauw verbonden is. Vandaar dat zij ook oud-stevenisten worden genoemd. De stevenisten verschillen ook in gebruiken met de Rooms-Katholieke Kerk. Zo is het nog steeds zo dat vrouwen links in de kerk zitten en mannen rechts. Ook wordt er tijdens de gebedslezing geknield op de stoelen. En moeten vrouwen een hoofddeksel dragen. Iets wat bij de Rooms-Katholieke Kerk sedert het Tweede Vaticaanse Concilie in 1962 al volledig verdwenen was.

## Verzoening
Na de eerste mislukte poging tot verzoening, werden verdere initiatieven genomen. In 1945 al was een studiekring opgericht voor het nastreven van verzoening, onder het voorzitterschap van de gezaghebbende stevenist Felix Wijverkens (Halle, 1900-1970).
Op 15 juni 1957 werd de emeritus missiebisschop en scheutist Louis Morel (1880-1971), door paus Pius XII aangesteld tot bisschop van de stevenisten. Morel deed aanlokkelijke voorstellen in geval van verzoening, waarbij vanwege de stevenisten geen knieval werd geëist. Dit overtuigde een aantal onder hen, met Felix Wijverkens als eerste, om hierop in te gaan. Niet allen konden echter overtuigd worden en enkele families bleven aan het stevenistisch gedachtegoed vasthouden.